# 5 Spots Party
5 Spots Party es un videojuego de socialización de fiesta para WiiWare del estudio español Cosmonaut Games. Es un derivado de los juegos casuales para PC 5 Spots y 5 Spots II de KatGames. Fue lanzado en Europa el 10 de julio de 2009 y en Norteamérica el 20 de julio de 2009.

## Jugabilidad
Al igual que sus predecesores, 5 Spots Party es una versión de videojuego de buscar la diferencia. Los jugadores reciben 2 imágenes casi idénticas y deben descubrir las diferencias entre las dos imágenes bajo un límite de tiempo usando el puntero del Wiimote. El jugador controla 2 cursores: uno para hacer zoom con precisión y el otro para seleccionar parte de una imagen. El juego admite hasta 4 jugadores en el Modo Fiesta, donde el objetivo del juego es detectar la mayor cantidad de diferencias entre los jugadores, un modo "Encuentra el mono", que consiste en encontrar una imagen de un mono escondida en una foto. Los monos varían en estilo y apariencia artística. Otro llamado "Super Fun Classic", que implica encontrar 5 diferencias en imágenes de apariencia similar en un período de tiempo específico. Una vez finalizado el modo, la puntuación del jugador se imputa en un marcador, al que se puede acceder desde el menú principal. El modo de juego final, "Ocio", no tiene límite de tiempo y hace que el jugador intente avanzar a través de 5 fotos lo más rápido posible. El juego afirma tener 333 imágenes, con diez posibles errores en cada imagen.

## Recepción
5 Spots Party recibió críticas mixtas de los críticos tras su lanzamiento. En Metacritic, el juego tiene una puntuación de 56/100 según 4 reseñas, lo que indica "reseñas mixtas o en la media".